# Juliaetta
La ville de Juliaetta est située dans le comté de Latah, dans l’État de l’Idaho, aux États-Unis. Sa population s’élevait à 579 habitants lors du recensement de 2010, estimée à 582 habitants en 2016.

## Histoire

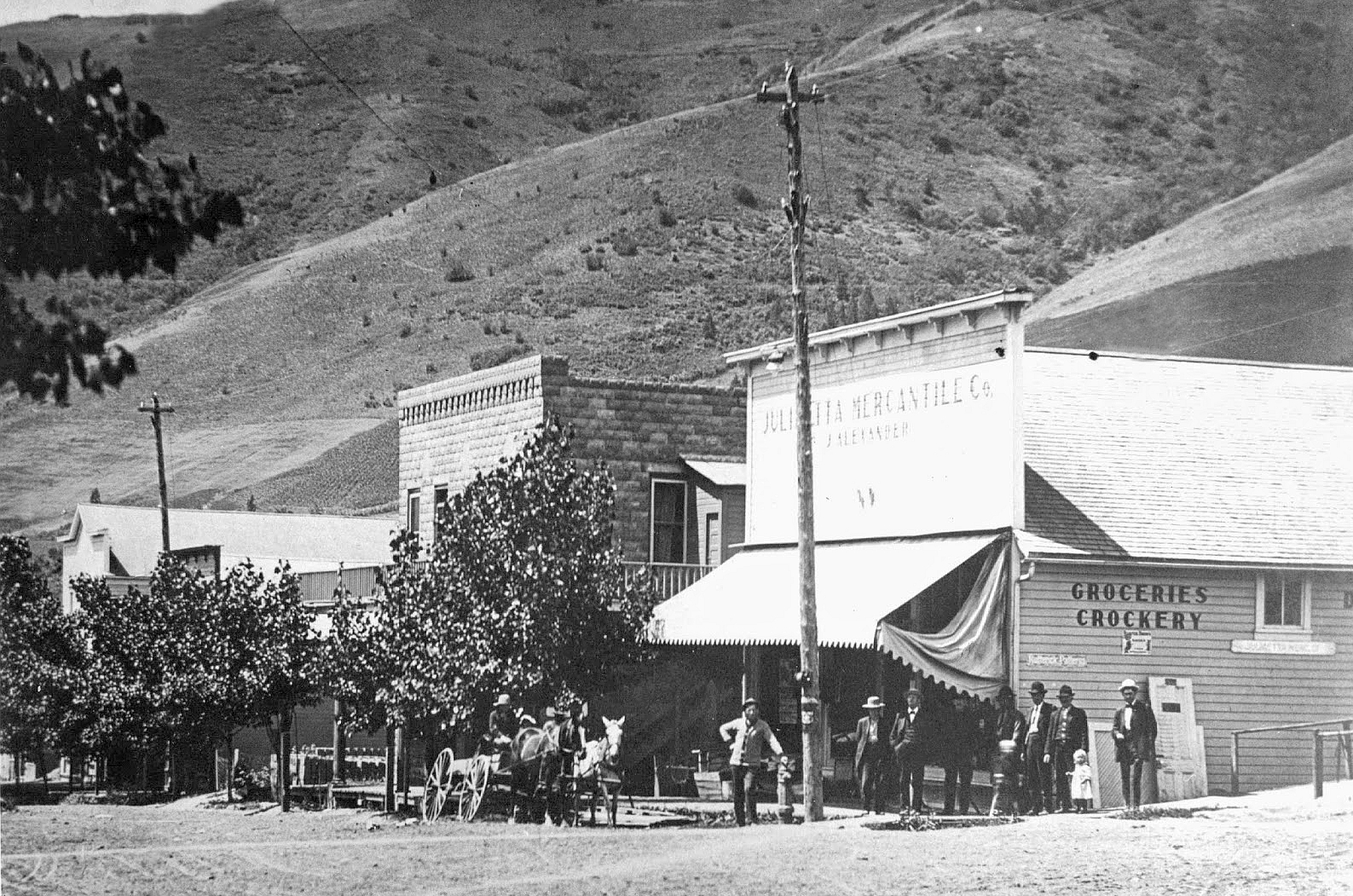
Rue Main, vers 1900-1910

La ville est fondée en 1878 par Rupert Schupfer sous le nom de Schupferville. Lors de la création d'un bureau de poste en 1882, le receveur des postes Charles Snyder lui donne le nom  de ses deux filles « Julia » et « Etta ».

## Démographie
| Groupe            | Juliaetta | Idaho | États-Unis |
| ----------------- | --------- | ----- | ---------- |
| Blancs            | 95,7      | 89,1  | 72,4       |
| Métis             | 2,4       | 2,7   | 3,1        |
| Amérindiens       | 1,7       | 1,4   | 0,9        |
| Afro-Américains   | 0,2       | 0,6   | 12,6       |
| Autres            | 0         | 6,3   | 11,2       |
| Total             | 100       | 100   | 100        |
|                   |           |       |            |
| Latino-Américains | 1,4       | 11,2  | 16,7       |

Selon l’American Community Survey pour la période 2010-2014, 94,88 % de la population âgée de plus de 5 ans déclare parler l'anglais à la maison, 3,47 % déclare parler une langue amérindienne, 1,32 % l'espagnol et 0,33 % une autre langue.
| 1900 | 1910 | 1920 | 1930 | 1940 | 1950 |
| ---- | ---- | ---- | ---- | ---- | ---- |
| 287  | 414  | 427  | 274  | 337  | 365  |

| 1960 | 1970 | 1980 | 1990 | 2000 | 2010 |
| ---- | ---- | ---- | ---- | ---- | ---- |
| 368  | 423  | 522  | 488  | 609  | 579  |